# Храм Казанской иконы Божией Матери (Янтарный)
Храм Казанской иконы Божией Матери — православный храм в посёлке Янтарный Калининградской области. Относится к Калининградской епархии Русской православной церкви. До 1945 года здание служило лютеранской церковью, известной как кирха Пальмникена.

## История
Лютеранская церковь в Пальмникене (с 1946 года — посёлок Янтарный) была заложена 8 сентября 1887 года по инициативе Морица Беккера, предпринимателя по добыче янтаря, еврея по происхождению. Строительство финансировалось фирмой «Штантиен и Беккер» и велось по проекту архитектора Вильгельма Лоренца Бесселя-Лорка. Храм был построен из валунов и фигурного кирпича и являлся уменьшенной копией капеллы Святого Георгия королевского замка Монбижу в предместье Берлина. Кирха имела два именных колокола. Внутреннее убранство было выполнено в романском стиле, витражи были созданы на темы местных сюжетов. В кирхе был смонтирован орган.
Храм был освящён 3 января 1892 года. Изначально церковная община относилась к Гермау (ныне — село Русское Калининградской области). Собственная независимая община появилась в Пальмникене в 1906 году. Последний настоятель церкви покинул город в 1947 году и стал впоследствии епископом Магдебургским.
После Второй мировой войны в здании последовательно располагался клуб, затем бильярдная, спортивный зал, склад. Орган и витражи были утрачены.

## Современный статус
В 1990 году здание было передано Русской православной церкви. 13 января 1991 года митрополит Смоленский и Калининградский Кирилл (позже ставший Патриархом Московским и всея Руси) освятил храм Казанской иконы Божией Матери. В 2008 году на изначальное место в церкви был возвращён отреставрированный колокол.
Постановлением Правительства Калининградской области от 23 марта 2007 года № 132 кирха получила статус объекта культурного наследия регионального значения.